# Wasyl Tkaczuk
Wasyl Tkaczuk
(ukr. Василь Ткачук;
ur. 13 stycznia 1916 we wsi Illinci, powiat Śniatyń w woj. stanisławowskim obecnie obwód iwanofrankiwski na Ukrainie,
zm. 19 października 1944 w Prusach Wschodnich) – ukraiński pisarz-nowelista, piewca umiłowanej huculszczyzny, samouk, działacz społeczno-polityczny.

## Życiorys
Urodził się ubogiej wiejskiej rodzinie. Ojciec Iwan Tkaczuk, matka Olena Tkaczuk. Miał dwoje rodzeństwa: brata Oleksego (ur. 1904r) i siostrę Marię (ur. 1912 r.). Rozmiar biedy niech zobrazują warunki mieszkaniowe: w jednoizbowej chacie o powierzchni około 16 m kwadratowych mieszkały dwie rodziny, łącznie dziesięć osób.
W 1921 roku umiera jego ojciec i babcia. Ciężar utrzymania rodziny spada na barki jego matki, Oleny. Wynajmowała się do posług, szyła, tkała jak również haftowała.
W 1922 r. rozpoczął edukację w miejscowej szkole podstawowej, którą ukończył w 1930 r. W trakcie nauki zwrócił na siebie uwagę nauczycieli; był zdolny i ambitny. W tym czasie zaczął pisać swoje pierwsze wiersze.
Prowadził aktywne życie, zajmował się etnografią, wsłuchiwał się w opowieści starych ludzi i spisywał. Był członkiem kółka choreograficznego „Oświata”, a z czasem jego kierownikiem.
Brał aktywny udział w życiu politycznym wsi – członek organizacji „Oświata” oraz Ukraińskiego Włościańsko-Robotniczego Zjednoczenia Socjalistycznego „Sel-Rob Jedność”. Występował na demonstracjach wygłaszając płomienne przemówienia. Mając 15 lat został aresztowany za karykaturę Józefa Piłsudskiego; zwolniony z powodu młodego wieku. W 1932 roku ponownie aresztowany, występował przeciwko polskiej władzy. Po zwolnieniu pracował w wydawnictwie w Kołomyi.
W 1934 r. wyjechał do Lwowa, gdzie publikował swoje nowele w miejscowych czasopismach; dorywczo pracował w różnych redakcjach. Związał się z grupą młodych pisarzy, dziennikarzy tzw. „Dwunastką” (ukr. „Дванадцятка”). Była to grupa literacko-kawiarniana, nie mogąca się przebić przez blokadę ówczesnego establiszmentu literackiego.
W 1937 r. ożenił się z lwowianką Marią Janusz. W 1938 r. młodemu małżeństwu urodziła się córka Olga.
Po agresji ZSRR na Polskę w 1940 r. przyjęty do Narodowego Związku Pisarzy Ukrainy, a także na Uniwersytet Lwowski im. Iwana Franki.
W tym samym roku wyjechał do Kijowa.
W 1941 roku wcielony do Armii Czerwonej. Zaginął w walce w Prusach Wschodnich.

## Twórczość
Twórczość Wasyla Tkaczuka charakteryzuje się swoistym stylem poezji w prozie, maluje obrazy z życia i przyrody słowami. Charakteryzuje się tym, że wprowadził do swoich utworów dialekt huculski. Z tego względu porównywany jest do Wasyla Stefanyka. Jego twórczość opisuje życie mieszkańców wsi ich trudy oraz wszechobecną biedę. Opisuje obyczaje. Jego twórczość jest zabarwiona optymizmem.
- „Wielkanoc nadchodzi”, nowela – 1933 r.
- „Wesele na Pokuciu” artykuł w czasopiśmie „Życie i wiedza” 1935 r. Nr 97(10)
- „Niebieskie kwiatki” – zbiór nowel wydane we Lwowie przez Iwana Tyktora 1935 r.
- „Złote dzwoneczki” – zbiór nowel 1936 r.
- „Zimowa melodia” – zbiór nowel 1938 r.
- „Wiosna” – zbiór nowel 1940 r.
- „Nowele” zbiorek – 1973 r.